# Finnmyrten
Finnmyrten (Chamaedaphne calyculata) är en art i familjen ljungväxter (Ericaceae). Finnmyrtensläktet (Chamaedaphne) består endast av denna enda art.

## Utseende

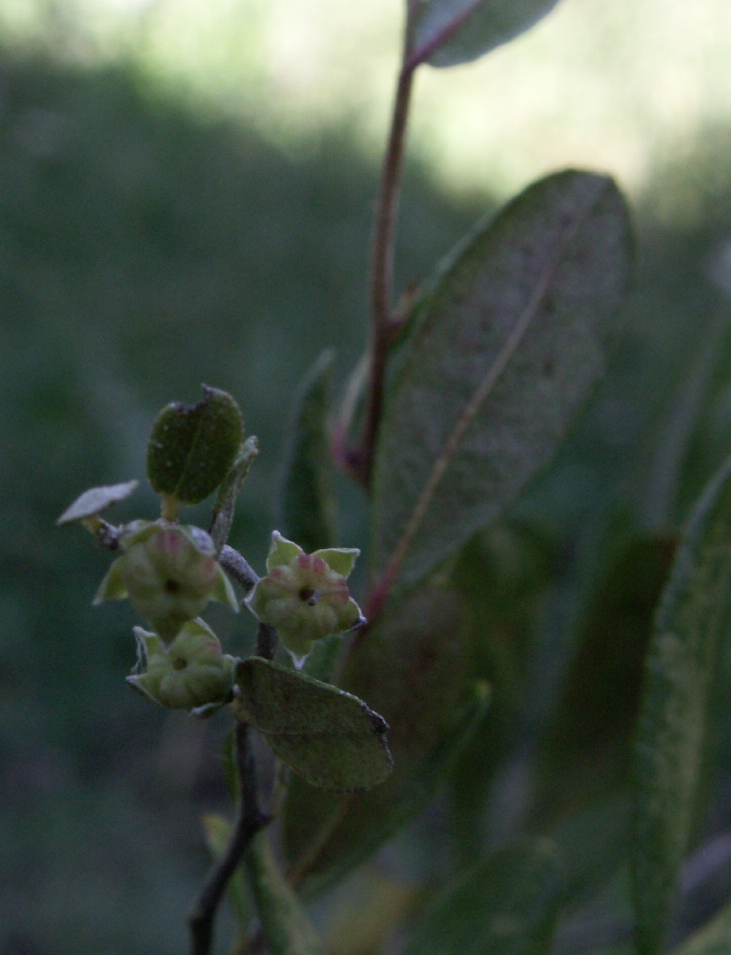
Kapselfrukter

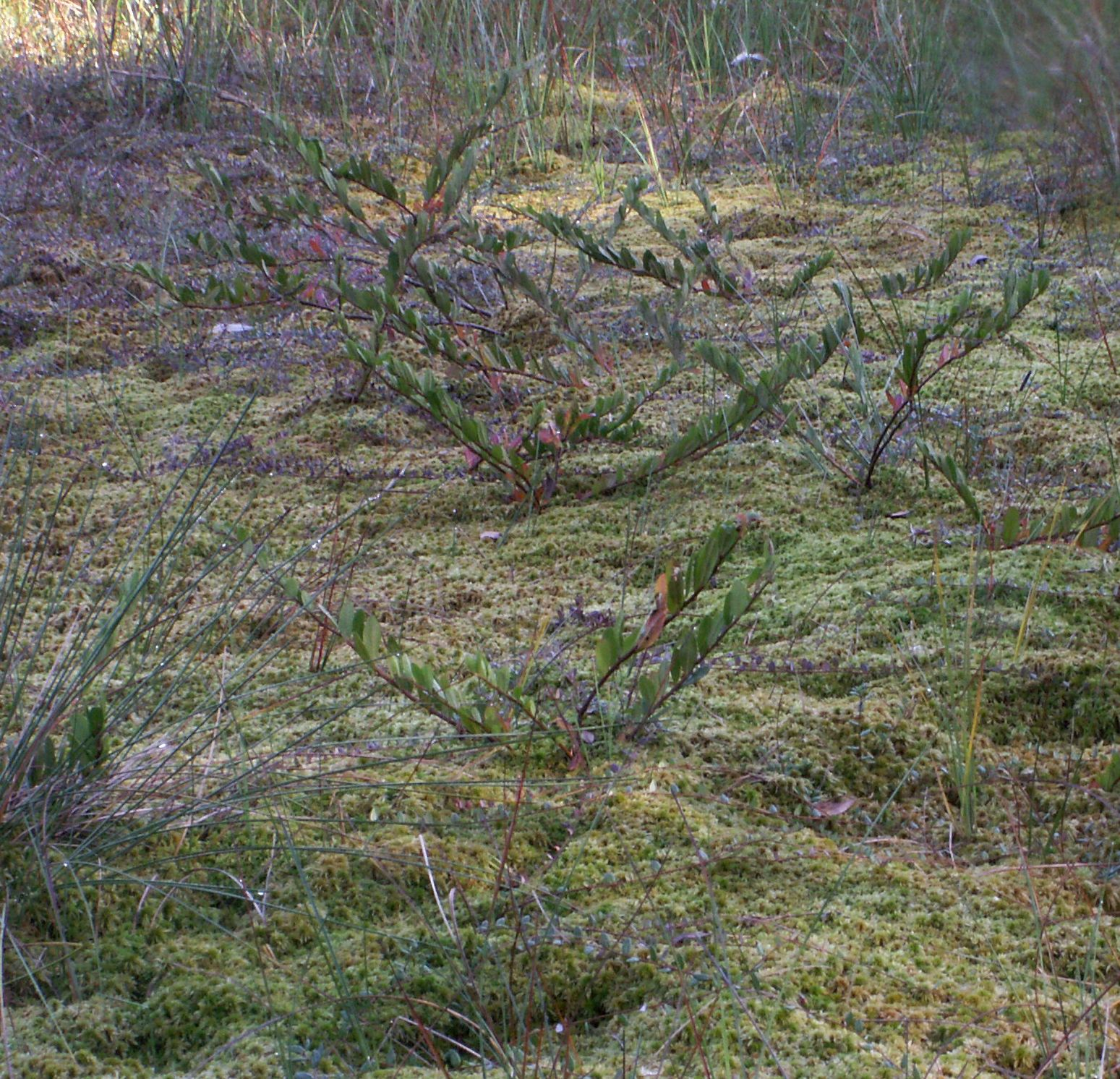
Finnmyrten på ett gungfly i Litauen

Finnmyrtenplantan är en ungefär 40–60 centimeter hög buske. De grova läderartade bladen är lansettformade, omvänt äggformade och cirka två centimeter långa. Finnmyrtens blommor är urnformade, vita och sitter kortstjälkade, var för sig i fjolårsbladens axill. Dessa bildar en ensidig klase. De blommar i maj och juni. På sommaren bildas nästa års blomknoppar redan när kapselfrukterna mognar.
Bladen är giftiga och städsegröna, även om de ofta tillfälligt blir rödbruna vintertid.

## Utbredning
Finnmyrten föredrar högmossar, förekommer på gungfly samt i sumpskogar. Mer sällan påträffas växten på blandmyrar. Den har cirkumpolär utbredning. Den förekommer i Nordösteuropa, särskilt i Finland, Ryssland och i Baltikum, i Nordasien och i Nordamerika. Sällsynt förekomst i Polen är känd. Också i Sverige förekommer den sällsynt i Norrbotten. Växten odlas ibland och säljs som prydnadsväxt.